# Certain Rampart 80

Gliederung PzGrenBrig 35 während Gefechtsübung CERTAIN RAMPART (aus Zeitschrift Truppendienst 1980)

Verbindungsorganisation während der NATO-Übung Certain Rampart. Um die Interoperabilität sicherzustellen, waren Verbindungsoffiziere GE-US und US-GE eingesetzt (aus Zeitschrift Truppendienst 1980)

Certain Rampart 80 (deutsch Sicherer Schutzwall) / REFORGER 80 war ein deutsch-US-amerikanisch-kanadisches-REFORGER-FTX-Militärmanöver in Bayern, das im Herbst 1980 stattfand und an dem insgesamt 41.000 NATO-Soldaten teilnahmen.

## Truppengliederung
Die Übungstruppe BLAU setzte sich wie folgt zusammen:
- 1st US Armored Division
- 2nd US Armored Cavalry Regiment
- 4th CA Mechanized Brigade Group (CMBG)
- Panzerbataillon 114/Panzergrenadierbrigade 11, Neunburg vorm Wald

Die REFORGER-Truppen BLAU setzten sich wie folgt zusammen:
- 4. US Infantry Division, Fort Carson, Colorado
  - 2nd Battalion/34th Armored Regiment/5th US-Armored Division
- 3–178 Field Artillery Battalion (M–110) ARNG (Army National Guard), South Carolina
- Teile der 82nd US-Airborne Division, Fort Bragg, North Carolina
- US-National Guard USNG (900 Mann)
- 1 × Engineer Battalion Support und Combat Support Units

ORANGE gliederte sich wie folgt:
- 3rd US-Infantry Division, Würzburg
- Panzergrenadierbrigade 35, Hammelburg
  - Stabskompanie
  - Panzerbataillon 354 (M48 A2GA2 Kampfpanzer mit 105-mm-Bordkanone)
  - PzGrenBtl 353
  - Panzergrenadierbataillon 352 (eine Kompanie)
  - Panzergrenadierbataillon 152
  - Panzerartilleriebataillon 355 (eine Batterie)
  - Panzerspähzug 350 (SpzKurz Hotchkiss)
  - Panzerpionierkompanie 350 (M48 A2 G AVLB)
  - Panzerjägerkompanie 350
  - Instandsetzungskompanie 350
  - Nachschubkompanie 350
- 2/64th Armored Regiment, Schweinfurt
- 72nd Field Artillery Brigade
- 1× Flugabwehrraketenbataillon (Hawk-Flugabwehrraketensystem)

## Umfang
Certain Rampart 80 / REFORGER 80 unter der Übungsleitung des VII. US-Korps fand vom 15. bis 24. September 1980 schwerpunktmäßig in der Fränkischen Schweiz im Raum Nürnberg, Augsburg, Regensburg, Ansbach, Gunzenhausen, Ingolstadt, Schwäbisch Hall und Heidenheim statt. An der Übung nahmen 41.000 Soldaten sowie 9.500 Rad- und 3.300 Kettenfahrzeuge teil.
| Dienstgrade            | Offz | Uffz  | Mannschaften | Summe |
| ---------------------- | ---- | ----- | ------------ | ----- |
| PzGrenBrig 35 (ORANGE) | 134  | 708   | 2.263        | 3.105 |
| Wehrübende             | 10   | 81    | 211          | 302   |
| US-Soldaten            | 57   | 1.034 |              | 1.091 |
| Gesamt                 | 201  | 4.297 |              | 4.498 |

## Ablauf
REFORGER 80 sollte die Leistungsbereitschaft der NATO in einem Krisenfall auf süddeutschem Boden testen.
Für den Aufmarsch wurde der Bahnhof Gunzenhausen vom 2nd ACR und dem Panzerbataillon 354 genutzt. Der Ballungsraum lag im Umkreis von Fünfstetten, Mündling, Gunzenhausen, Geilsheim, Auhausen, Treuchtlingen, Spalt, Altmühltal, Ochsenfeld, Solnhofen, Kaldorf und Petersbuch.
Die Manöverzentrale von Certain Rampart 80 lag in Katterbach. Brückenschläge fanden über die Altmühl bei Eichstätt, Walting und Kipfenberg und über die Donau am 19. und 20. September 1980 bei Ingolstadt/Ortsteil Zuchering statt.
Für die Übung wurden 16.000 US-Soldaten, darunter 2.000 Soldaten der US-Nationalgarde, aus den USA eingeflogen. Die Masse der REFORGER-Truppen war in Norddeutschland auf der Übung „Spearpoint 80“ eingebunden. Certain Rampart 80 wurde von 260 Kampfflugzeugen und 350 Hubschrauber in täglich 260 Luftwaffeneinsätze der US Air Force unterstützt. Unweit von Mantlach wurde ein Behelfsflugplatz mit einer etwa ein Kilometer langen Landepiste errichtet, auf dem schwere Hercules Transportmaschinen landeten, die aus den USA Truppen und Material brachten.
Die PzGrenBrig 35 verteidigte vom 21. bis 24. September 1980 am rechten Flügel der 3. US-InfDiv nach einem kurzen Verzögerungsgefecht auf einer Breite von ca. 30 Kilometern.
Es zeigte sich, dass bei entsprechender Topografie des Geländes auch übergroße Breiten zu halten sind. Solange die Masse der Kräfte BLAU die Stellungen hielt, konnte ein gepanzerter Feinddurchbruch ORANGE den Verteidigungszusammenhalt der Verteidigung nicht ernsthaft gefährden. 
Des Weiteren zeigte sich die hohe Effektivität von Kampfhubschraubern bei der Bekämpfung von durchgebrochenen Panzerkräften. Weitere Lehren aus Certain Rampart 80 waren, dass für ein Manöver dieser Größenordnung mindestens neun Monate Vorbereitung zwingend erforderlich sind und dass eine leistungsfähige Verbindungsorganisation für gegenseitige Absprachen in der Operationsführung zwischen den deutschen und amerikanischen Stäben von großer Bedeutung ist.
Die Manöverschäden waren erheblich, insbesondere durch M110-Feldhaubitze des 3rd Battalion/178st US-Field Artillery Regiment verursacht, als sie durch eine enge und steile Gasse der Ortschaft Solnhofen passierten. Der größte Unfall war der Absturz eines US-amerikanischen Verbindungshubschraubers in der Nähe von Gunzenhausen.

## Medien
- Die großen Übungen der Bundeswehr 2. DVD. Breucom-Medien, 2011, ISBN 978-3-940433-33-6.